# Mareuil-sur-Ourcq

Mareuil-sur-Ourcq este o comună în departamentul Oise, Franța. În 1 ianuarie 2022 avea o populație de 1.589 de locuitori.